# Knickelberg
Der Knickelberg (auch die Kurzform Knickel ist gebräuchlich) ist ein 292 m hoher Berg am Rande des Harzes, etwa 2,5 km südöstlich von Herzberg am Harz und 1,5 km nordwestlich von Scharzfeld im Landkreis Göttingen in Niedersachsen.
Die südliche Hälfte des Knickelberges ist mit Mischwald bewachsen. Am Südosthang befinden sich im Wald mehrere bis zu 12 Meter hohe Dolomitfelsen, die zum Klettern benutzt wurden. Am nordöstlichen Ende des Berges liegt eine kleine Höhle, deren Eingang verschüttet ist. Im Gipfelbereich befinden sich zahlreiche Erdfälle. Der Knickelberg liegt am Karstwanderweg.
Etwa 300 m nordöstlich des Knickelberges liegt die Wüstung Smerbeke.